# Dinitrate de diéthylène glycol
Le dinitrate de diéthylène glycol est un ester d'alcool nitrique produit par l'action de l'acide nitrique concentré, mélangé avec un excès d'acide sulfurique concentré comme agent déshydratant, sur le diéthylène glycol.

## Élaboration
Le dinitrate de diéthylène glycol peut être obtenu par nitration du diéthylène glycol par action de l'acide nitrique en présence d'un agent déshydratant tel l'acide sulfurique concentré.

## Toxicité et usage médical
En cas d'ingestion, il entraîne, comme la nitroglycérine, une vasodilatation rapide par relargage de monoxyde d'azote, neurotransmetteur qui commande la décontraction des muscles lisses ; par conséquent, le dinitrate de diéthylène glycol a parfois été employé pour soulager les angines, douleurs substernales associées à une mauvaise circulation cardiaque, parce qu'il entraînait des céphalées moins intenses que les autres composés nitrés ; mais ses applications médicales n'ont jamais été bien nombreuses, la nitroglycérine étant moins onéreuse et faisant effet plus rapidement ; la prise de nitrates par voie orale n'est qu'un palliatif, non un traitement en soi[réf. nécessaire].

## Usage
En mélangeant le dinitrate de diéthylène glycol avec de la nitrocellulose ou du nitroglycol, on obtient un colloïde constitutif de la poudre sans fumée, employé dans l'artillerie aussi bien que comme propergol. Pendant la Deuxième guerre mondiale, la Kriegsmarine faisait grand emploi de cet explosif pour l'artillerie. Il était aussi utilisé comme plastifiant de sûreté, car il stabilisait les charges explosives tout en augmentant leur pouvoir détonant. 
En tant que propergol, le dinitrate de triéthylène glycol, le dinitrate de diéthylène glycol et le trinitrate de triméthyloléthane ne servent que de substituts à la nitroglycérine.